# Сахабо, Хаким
Хаки́м Сахабо́ (фр. Hakim Sahabo; родился 16 июня 2005) — руандийский футболист, полузащитник клуба «Беерсхот» и национальной сборной Руанды.

## Клубная карьера
Выступал за юношеские команды бельгийских клубов «Виллебрук-Мерхоф», «Берсхот», «Андерлехт», «Генк» и «Мехелен». С 2021 по 2023 год играл за молодёжные команды французского клуба «Лилль».
29 июня 2023 года подписал трёхлетний контракт с бельгийским клубом «Стандард». 20 января 2024 года дебютировал в основном составе «Стандарда» в матче бельгийской Про-лиги против «Мехелена».

## Карьера в сборной
17 ноября 2022 года дебютировал за национальную сборную Руанды в товарищеском матче против сборной Судана.

## Личная жизнь
Родился в Бельгии, его отец родом из Бурунди, а мать — из Руанды